# جامعة قناة السويس
جامعة قناة السويس هي جامعة حكومية مصرية، أنشئت بموجب القرار الجمهوري رقم 93 لسنة 1976، واستقبلت أول دفعة من طلابها في العام التالي 1977.
بدأت جامعة قناة السويس بثلاث كليات عند افتتاحها، ثم ازداد عدد الكليات الموزعة على محافظات القناة الثلاث ومحافظتي شمال سيناء وجنوب سيناء، بالإضافة إلى العديد من المراكز البحثية المتخصصة والوحدات ذات الطابع الخاص التي تخدم الإقليم الذي توجد به، وامتد نشاطها ليغطي أوجه التعليم والخدمات والتدريب والبحث العلمي المختلفة.

## الكليات والمعاهد

### الكليات
- كلية الطب
- كلية طب الأسنان
- كلية الصيدلة
- كلية التمريض
- كلية الهندسة
- كلية الحاسبات والمعلومات
- الكلية المصرية الصينية
- كلية العلوم
- كلية الطب البيطري
- كلية الزراعة
- كلية التربية
- كلية التجارة
- كلية الآداب
- كلية التربية الرياضية
- كلية الألسن
- كلية السياحة والفنادق

### المعاهد
- معهد الإستزراع السمكي
- معهد التقنية الحيوية
- معهد الأفرواسيوي
- معهد كونفوشيوس

## وصلات خارجية
- الموقع الرسمي للجامعة

قالب:كليات جامعة قناة السويس